# Veikka Gustafsson
 (octobre 2019).
14 sommets de plus de 8 000 mètres d'altitude
Veikka Gustafsson, né le 14 janvier 1968 à Espoo, est un alpiniste finlandais. En 2009, il devient la dix-septième personne à avoir escaladé les 14 sommets de plus de 8 000 m d'altitude.

## Ascension des sommets de plus de8 000 mètres
- Everest (8 849 m), été 1993
- Dhaulagiri (8 167 m), hiver 1993
- K2 (8 611 m), été 1994
- Lhotse (8 516 m), printemps 1995
- Makalu (8 483 m), printemps 1995
- Mount Everest (8 849 m), printemps 1997
- Manaslu (8 163 m), printemps 1999
- Dhaulagiri (8 167 m), printemps 1999
- Shishapangma (8 013 m), printemps 2001
- Nanga Parbat (8 125 m), été 2001
- Mount Everest (8 849 m), printemps 2004
- Cho Oyu (8 201 m), printemps 2005
- Annapurna (8 091 m), printemps 2005
- Kanchenjunga (8 586 m), printemps 2006
- Gasherbrum II (8 035 m), été 2008
- Broad Peak (8 051 m), été 2008
- Gasherbrum I (8 080 m), été 2009